# Cremastus minutissimus
Cremastus minutissimus är en stekelart som beskrevs av Sedivy 1971. Cremastus minutissimus ingår i släktet Cremastus och familjen brokparasitsteklar. Inga underarter finns listade i Catalogue of Life.